# 天国のダイスケへ〜箱根駅伝が結んだ絆〜
『天国のダイスケへ〜箱根駅伝が結んだ絆〜』（てんごくのだいすけへ はこねえきでんがむすんだきずな）は、『日本テレビ開局50周年記念ドラマスペシャル』として2003年1月2日に放映された、福山雅治主演のテレビドラマ。

## 概要
原作は『僕、死ぬんですかね』（佐藤忠広：著、第5回報知ドキュメント大賞受賞作品）。
第73回（1997年）・第74回（1998年）の箱根駅伝で拓殖大学の選手として活躍し、23歳の若さで夭折した実在のアスリート・佐藤大輔の活躍と闘病を、架空の人物・飯田洋平の視点から描いたドラマである。テーマは「人の絆」。新春の箱根路を走る大学生たちのたすきを通じて、生きることの大切さ、人の絆の大切さを切々と伝えている。
放映された1月2日は、第79回箱根駅伝の往路（東京・大手町→箱根・芦ノ湖、5区間107.2km）が行われた日で、拓殖大学も参加していた。
主演の福山雅治は、このドラマの音楽も手がけている。なお、劇中で流れていたインストゥルメンタルのテーマは、後に『蛍』として歌詞が付けられた。
佐藤大輔役の小栗旬はこのドラマのために、坂本雄次からランニングの指導を受けた。
また、1998年に行われた第74回大会の映像が実際に使われており、当時の模様をリアルに再現している。洋平がナレーションで自身の心境を語るドラマの序盤とラストには、第79回大会の往路の映像が使われている。エンドロールでは、生前の佐藤大輔が第74回大会で復路9区を走る映像が流れた。
視聴率は9.7%（関東地区、ビデオリサーチ調べ）。
佐藤大輔の地元である福島県では高視聴率であり、再放送されている。

## あらすじ
2003年1月2日、主人公・飯田洋平は東京・大手町の読売新聞社前の沿道にいた。人ごみにまぎれた彼が見ているのは、箱根駅伝のスタートをきるランナーたちの姿だった。2日間にわたる長き戦いの始まりを告げる号砲が鳴り、ランナーたちが一斉に長い旅路に出る。しばらくして、閑散としたスタート地点に立ち尽くす洋平は選手たちの戦いに想いをはせながら、ひとりのランナーの姿を思い出す。
1997年、東西新聞の政治部の記者だった洋平は、その独りで考え独りで行動する性格から、ある取材で大きなミスを犯してしまい、スポーツ部へ異動させられてしまう。もともとスポーツに興味などない洋平は、「必ず政治部に戻る」と、スポーツ部の上司・秋川に断言する始末であった。
「スポーツ部は、政治部へ戻るまでの一時的な居場所」と考えていた洋平は、箱根駅伝の出場に燃える拓殖大の取材に行くことになる。拓殖大のエース・佐藤大輔を取材するためだった。洋平は大輔の、「駅伝は『人に頼る』のではなく、『人に託す』競技」という言葉の意味が理解できず、彼の考え方への反発から、拓殖大の敗北と大輔の悔しがるさまを見ようと、拓殖大を積極的に取材するようになる。しかし、福島での合宿を取材した際、洋平は大輔の父・忠広に出逢う。忠広と言葉を交わすうちに、洋平は大輔のことを理解するようになる。そして、練習中に拓殖大の監督や選手たちと食事をとりながら話をしていくうちに、洋平と大輔との心の距離は徐々に近くなっていく。
1998年1月3日、大輔は箱根駅伝の復路7区（神奈川・小田原→神奈川・平塚、21.2km）を走った。チームはシード権をとったものの、満足のいく走りができなかった彼は自分を責めるのだった。
やがて、大輔が拓殖大を卒業して実業団に所属し、世界陸上やオリンピックに想いをはせる一方で、洋平はそれまでの自分の人生や物事の考え方に迷い、葛藤する。恋人・由比子とも喧嘩別れしてしまう。
そんなある日、洋平は大輔の所属する実業団のグラウンドに行く。しかし、そこに大輔の姿はなかった。洋平は大輔が故郷福島の病院に入院しているということを知り、ショックを受ける。急いで病院にかけつけた洋平に、忠広は大輔の状況を説明する。大輔は重度の急性再生不良性貧血を患っており、回復の可能性が低いというのだった。

## キャスト
- 飯田洋平：福山雅治
- 早瀬由比子：瀬戸朝香
- 佐藤大輔：小栗旬
- 小出真澄：松本莉緒（拓殖大陸上競技部マネージャー）
- 白金弘三：渡辺いっけい（東西新聞政治部の上司）
- 秋川智成：吹越満（東西新聞スポーツ部の上司、洋平の大学時代の先輩）
- スポーツ部の部長：田山涼成
- 中井：東根作寿英（スポーツ部の後輩記者）
- 米重修一：山下真司（拓殖大陸上競技部監督）
- 佐藤良子：大谷直子（大輔の母）
- 佐藤忠広：森本レオ（大輔の父）
- 由比子の父：平泉成
- 由比子の弟：森本亮治
- 由比子の母：大塚良重
- 松本剛：泉政行（拓殖大8区のランナー、大輔からたすきを受け取る）
- 実業団のコーチ：まいど豊（大輔が所属していた電機メーカーの陸上部のスタッフ）
- 大輔の主治医：伊沢弘
- 洋平の息子：小室優太
- 高杉亘
- 片山怜雄
- 木村靖司
- 松本圭未
- 岸博之
- 青柳克巳
- 須永祥之
- 力山哲也
- 澤田俊輔
- 松山尚子
- 森川次朗
- 本多晋
- 田中允貴
- 矢島俊作
- 田中智也
- 山下末則（NTV）
- 船越雅史（NTV）

## スタッフ
- 脚本：相沢友子
- 演出：猪股隆一（日本テレビ）
- 音楽：福山雅治、服部隆之、吉川忠英 、岩本正樹
- 協力：関東学生陸上競技連盟、読売新聞社、報知新聞社、拓殖大学
- チーフプロデューサー：井上健（日本テレビ）
- プロデューサー：加藤正俊（日本テレビ）、難波利昭（NTV映像センター）、小泉守（NTV映像センター）
- 協力プロデューサー：今村司（日本テレビ）、新井直彦（日本テレビ）、森雅弘（NTV映像センター）

## 佐藤大輔について
佐藤大輔は、1975年8月19日、福島県福島市生まれ。実家は美容院で、両親と弟の4人家族。
小学校高学年の頃から長距離走の才能の片鱗を見せ始める。1993年、福島県立福島東高等学校在学時、栃木県宇都宮市で行われたインターハイの1500メートル走で7位に入賞。
高校卒業後、拓殖大学に入学。大学3年のとき青東駅伝に福島県代表として参加、みごと区間賞をとる。箱根駅伝には第73回大会、第74回大会と2度出場。第73回大会では3区（神奈川・戸塚→神奈川・平塚、21.3km）を走り、区間10位（区間タイムは1時間10分46秒）。第74回大会では復路のエース区間である9区（神奈川・戸塚→神奈川・鶴見、23.0km）を走り、区間10位（区間タイムは1時間13分16秒）、シード権獲得に貢献する。
大学卒業後、NECに入社。1998年7月、重度の急性再生不良性貧血を発病していることが判明。福島県立医科大学附属病院に入院する。109日間におよぶ苦しい闘病生活の末、再生不良性貧血による合併症（肺炎）により、11月9日逝去。享年23。
1999年1月1日に行われた第43回ニューイヤー駅伝に、生前所属していたNECが東日本地区代表として参加。チームメイトは、ユニフォームに喪章をつけて駅伝に臨んだ。この出来事はニューイヤー駅伝の放送で、大輔の訃報とともに紹介された。